# Charly & Charly
Charly & Charly es el quinto álbum en vivo de la etapa solista del músico argentino Charly García, del que se distribuyeron solo unas 2000 copias "para los amigos", y luego gratis por el antiguo sitio oficial de Charly García. Nunca salió a la venta al público. Fue grabado el 30 de junio de 1999 en la Quinta Presidencial de Olivos, con la presencia del expresidente Carlos Menem, su hija Zulemita y algunos invitados. 

## Grabación
El espectáculo duró una hora y media y durante el recital, García estrenó dos temas nuevos. Al improvisado escenario también subió Pipo Cipolatti, exintegrante de Los Twist, para presentar "Poseidón", un tema del disco inédito Cerebrus que estaban preparando juntos desde hacía tiempo. Todos los temas pertenecen a Charly García excepto: “Un chico de fin de semana” ("Out on the Weekend" de Neil Young), “El peso” ("The Weight" de The Band), “Poseidón” (de Charly García y Pipo Cipolatti) y “Con su blanca palidez” ("A whiter shade of pale" de Procol Harum). La canción "Good Show" es una alusión al programa de nombre homónimo de Tato Bores.

## Lista de canciones
Todas las canciones escritas y compuestas por Charly García, excepto donde se indica. 
| N.º   | Título | Duración |  |
| 1.    | «Good Show (de las sombras a tu corazón)»                                                                                     | 3.53     |  |
| 2.    | «El chico del fin de semana» (Neil Young)                                                                                     | 4.32     |  |
| 3.    | «El peso» (Robbie Robertson)                                                                                                  | 5:13     |  |
| 4.    | «Poseidón/Con su blanca palidez» (Poseidón: Donovan/Arr:García/Cipolatti—Con su blanca palidez: G. Brooker/K. Reid/M. Fisher) | 11:42    |  |
| 5.    | «El aguante» | 3:53     |  |
| 6.    | «Ambiente» | 1:03     |  |
| 7.    | «Promesas sobre el bidet» | 3:20     |  |
| 8.    | «Los dinosaurios/Canciones de jirafas»                                                                                        | 6:47     |  |
| 9.    | «Final» | 4:48     |  |
| 45:10 | |          |  |

## Músicos
- María Gabriela Epumer: Guitarra y voz.
- Mario Serra: Batería.
- Diego Dubarray: Bajo.
- Mariela Chintalo: Saxo y voz.
- Ulises Di Salvo: Violonchelo.
- Erika Di Salvo: Violín.
- Gabriel Said: Percusión.
- Pipo Cipolatti: Voz en Poseidón.
- Charly García: Todo lo demás.

## Ficha técnica
- Grabado: En la quinta presidencial de Olivos el 30 de junio de 1999.
- Asistente: Gabriel Ganem.
- Manager: Marcelo Della Valle.
- Fotos: Víctor Bugge.
- Cía. de diseño: Ponieman / Murlender.
- Producción: Say No More (edición limitada).

- Datos: Q5765117